# Castoroïdeus
Els castoroïdeus (Castoroidea) són una superfamília de rosegadors castorimorfs. Engloben tres famílies, dues de les quals estan extintes, i només dues espècies vivents. Les espècies vivents es distribueixen per Nord-amèrica, gran part d'Europa i part de Sibèria, a l'Àsia.

## Morfologia
Els castoroïdeus són mamífers de mida mitjana, tot i ser grossos en comparació amb la major part de rosegadors. Són semi-aquàtics, amb cossos llisos i les potes del darrere palmades, i són molt més àgils a l'aigua que a terra. La seva cua és aplanada i té escates, adaptacions que l'ajuden a maniobrar dins l'aigua. Viuen en petits grups familiars que ocupen cadascun un territoris específic, al voltant d'un cau i una presa construïts amb pals i fang. Són animals herbívors, que s'alimenten de fulles i herbes durant l'estiu, i de plantes llenyoses, com el salze, a l'hivern. Tenen incisives molt poderosos i la típica formula dental dels rosegadors: {\displaystyle {\tfrac {1.0.1-2.3}{1.0.1.3}}}

## Taxonomia
La taxonomia d'aquesta superfamília és molt complexa i per això, la seva classificació sovint esta en discussió. La següent classificació està basada en Korth i Rybczynski, amb preferència pel segon quan hi ha diferències. Algunes fonts consideren no vàlides algunes d'aquestes subfamílies.
- Família Castoridae - castors
  - Migmacastor †
  - Subfamília Agnotocastorinae † (parafilètic)
    - Tribu Agnotocastorini †
      - Agnotocastor †
      - Neatocastor †

    - Tribu Anchitheriomyini †
      - Anchitheriomys †
      - Oligotheriomys †
      - Propalaeocastor †

  - Subfamília Castorinae
    - Castor - castors moderns
    - Chalicomys † (també incorrectament Palaeomys)
    - Hystricops †
    - Romanofiber †
    - Schreuderia †
    - Sinocastor †
    - Steneofiber †
    - Zamolxifiber †

  - Subfamília Castoroidinae †
    - Priusaulax † (ubicació qüestionable als castoroidins)
    - Tribu Castoroidini † (parafilètic)
      - Dipoides †
      - Castoroides †
      - Monosaulax †
      - Procastoroides †
      - Prodipoides †

    - Tribu Nothodipoidini †
      - Eucastor †
      - Microdipoides †
      - Nothodipoides †

    - Tribu Trogontheriini †
      - Asiacastor †
      - Boreofiber †
      - Euroxenomys †
      - Trogontherium †
      - Youngofiber †

  - Subfamília Palaeocastorinae †
    - Capacikala †
    - Palaeocastor †
    - Pseudopalaeocastor †
    - Tribu Euhapsini †
      - Euhapsis †
      - Fossorcastor †
- Família Eutypomyidae †
  - Eutypomys †
  - Janimus †
  - Mattimys †
  - Microeutypomys †
- Família Rhizospalacidae †
  - Rhizospalax †